# Patricia Lasoen
Patricia Lasoen (Brugge, 25 september 1948 – Assebroek, 7 augustus 2023) was een Vlaams dichteres en schrijfster.

## Levensloop
Lasoen is de dochter van de arts Jozef Lasoen en van Yvonne Vervarcke. Ze trouwde in 1970 met Jean-Pierre Dumolyn en ze kregen vier kinderen, waaronder de historicus Jan Dumolyn. Over hun huwelijk zou Dumolyn onder het pseudoniem Jean Pierre Dumoulin enkele autobiografische romans publiceren. In zijn roman De scharrelhaan werd veelvuldig geciteerd uit Lasoens ongepubliceerd gebleven roman 'De Silbermann-naalden'.
Na haar middelbare studies aan het koninklijk atheneum in Brugge, studeerde ze Germaanse talen aan de Rijksuniversiteit Gent. Ze werd lerares Nederlands en Engels.
Ze debuteerde met de bundel Ontwerp voor een Japanse houtgravure (1968). Ze werd samen met dichters als Daniel van Rijssel, Herman de Coninck, Jan Vanriet en Roland Jooris tot de zogenaamde nieuw-realisten gerekend.
Zijzelf vindt het realisme een minder essentieel deel van haar werk. Ze vertrekt wel vanuit de dagelijkse realiteit, maar het gaat om een persoonlijke afdruk, die slechts als decor dienstdoet, met under- of overstatement. Al vanaf het begin, maar vooral later (Het Souvenirswinkeltje van Lukas, 1972) komen verhalende en surrealistische elementen naar voren. Hierom wordt ze door sommige critici als magisch-realistisch bestempeld. Een ander kenmerk is dat haar werk vaak maatschappelijk geëngageerd is.
In 1990 debuteerde zij als romanschrijfster met De geur van rood.
In 1995 kwam Lasoen op bij de federale verkiezingen op de lijst van PVDA-AE.
Lasoen overleed in augustus 2023 op 74-jarige leeftijd in een woonzorgcentrum in Brugge. Eind 2023 werd een plein in de Brugse binnenstad een jaar lang naar Patricia Lasoen vernoemd: het Patricia Lasoenplantsoen. Kort voor het overlijden van Lasoen werd bekendgemaakt dat Wout Vlaeminck, oprichter van het literair-feministisch collectief Kraak de canon, de biografie van Lasoen voorbereidt: Okkernoot tussen deurscharnieren.

## Publicaties

### Poëzie
- Ontwerp voor een Japanse houtgravure, Gent, 1968.
- Een verwarde kalender, Gent, Yang poëzie reeks, 1969.
- Recepten en verhalen, Amsterdam, Paris-Manteau, 1971.
- Het souvenirswinkeltje van Lukas, Amsterdam, Paris-Manteau, 1972.
- Een zachte, wrede, okerbruine dood, Brussel, Manteau, 1975.
- Veel ach & een beetje O, Brussel, Manteau, 1978.
- Landschap met roze hoed. Een keuze uit de gedichten 1965-1980, Antwerpen/Amsterdam, Manteau, 1981.
- De witte binnenkant: 1980-1982, Antwerpen, Manteau, 1985.
- De wanhoop van Petit Robert, Baarn, De Prom, 1993
- Genadeloos en fluitend, Baarn, De Prom, 1998.
- Reiziger. Landgraaf, Herik, 1999.
- Voor de tijd vatbaar...: een selectie uit 10 bundels , (door Vincent Billiau), Oostende, Litera Este, 2000.
- Dubbelzanger, Leuven, 2002.
- Trouw, rouw en andere feestelijkheden (bloemlezing samengesteld door Philip Hoorne), Uitgeverij P, 2007.
- Voor de tijd vatbaar...(vernieuwde versie): een selectie uit vele gedichten. (door Vincent Billiau). Brugge - Den-Haag, Litera Este, 2007. Met tekeningen van Jan Vanriet.
- De kaakslag van de tijd, Uitgeverij P, 2011.

### Proza
- Kommunikatie als kernprobleem in de moderne poëzie, essay in: Yang, 1970. (Oorspronkelijk eindverhandeling Rijksuniversiteit Gent)
- De geur van rood. Romance. Antwerpen/Baarn, Houtekiet, 1990. (Roman)